# Aluterus
Aluterus es un género de peces lija de la familia Monacanthidae, del orden Tetraodontiformes. Esta especie fue descubierta por Hippolyte Cloquet en 1816.

## Especies
Especies reconocidas del género:
- Aluterus heudelotii Hollard, 1855
- Aluterus monoceros Linnaeus, 1758
- Aluterus schoepfii Walbaum, 1792
- Aluterus scriptus Osbeck, 1765

### Lectura recomendada
- Stanisław Rutkowicz: Encyklopedia ryb morskich. Gdańsk: Wydawnictwo Morskie, 1982. ISBN 83-215-2103-7.